# NUR-15
NUR-15 – (позначення виробника TRS-15 Odra) трикоординатний мобільний радіолокатор середньої дальності з обладнанням для 3D-зображення, встановленим у комплекті транспортних засобів: Tatra 815 8 × 8, що несе системну антену, Tatra 6 × 6, яка має кондиціоновану кабіну оператора. У новіших версіях системи перевізником є вантажівка з сімейства Jelcz 800 у компоновці 8 × 8. Розроблений та виготовлений акціонерним товариством PIT-Radwar з штаб-квартирою у Варшаві.

## Технічний опис
РЛС НУР-15 / 15М «Одра» — мобільна трикоординатна РЛС середньої дальності, що працює в діапазоні S, встановлена на шасі Tatry 815 або в нових варіантах на вантажівці Jelcz 882 у конфігурації 8 × 8. Станція призначена для виявлення бортових об’єктів у спостережуваному просторі, визначення їх координат (азимут, відстань, висота), відстеження автоматичних маршрутів об’єктів, а також виявлення «своїх-чужих». РЛС також має систему обробки інформації про джерела випромінювання перешкод, отриманої від власних пеленгів і взаємодіючих станцій. Дальність відстеження станції становить приблизно 240 км. Стеля виявлення становить приблизно 30 км. Швидкість обертання його антени становить від 6 до 12 об/хв. Вихідна потужність станції 180 кВт. РЛС цього типу забезпечують заповнення прогалин радіолокаційного покриття території, що охороняється РЛС дальньої дії НУР-12 і РАТ-31ДЛ, а в разі їх знищення можуть виступати в якості основного джерела інформації про повітряна обстановка.
Ефективна робота РЛС в середовищі активних і пасивних перешкод здійснюється за допомогою ряду прогресивних методів, в т.ч. адаптивна карта збурень, автоматичний моніторинг збурень або вибір частоти найменших порушень.
У шестиметровій кабіні оператора, що відповідає вимогам ISO, розміщені дві станції управління та захищена система зв'язку. Радар був розроблений Польським інститутом промислових телекомунікацій (PIT) (нині PIT-RADWAR SA), який відповідав за розробку апаратного забезпечення системи та Міністерством оборони Польщі, відповідальним за забезпечення більшої частини системного програмного забезпечення.

## Склад комплекту
Комплект РЛС НУР-15 складається з двох приводних блоків:
- JBR-15-4 - Радіолокаційний блок, що не потребує технічного обслуговування (антенно-передавально-приймальний блок, оснащений обробним апаратом і системою IFF)[1],
- RSW-15-4 - Мобільні індикаторні станції (індикаторний блок, оснащений двома робочими станціями (SOP1 і SOP2)[1].

Крім того, станція НУР-15М має дві генераторні установки ЗПО 65 ТДЕЗ, кожна з яких встановлена на одновісному причепі, і може співпрацювати з пультом дистанційного керування КЗС-15 (пульт може керувати до 16 комплектів РЛС).

## Варіанти

### ТРС-15М
Базовий наземний варіант призначений для виявлення повітряних цілей на відстані приблизно 240 км і висоті приблизно 30 км. Станція встановлена на шасі Tatry 815 у конфігурації 8 × 8 або в нових варіантах Jelcz 882 також у конфігурації 8 × 8.

### TRS-15C Odra C
Версія призначена для виявлення морських цілей з дальністю дії до 50 км. РЛС входить до складу обладнання берегової ракетної ескадрильї. Антена системи розміщена на шасі вантажівки Jelcz P882 D.43 8x8. Служба радіолокації розташована в командній машині батареї (шасі Jelcz P662).

## Користувачі
- Повітряні сили - 17 станцій НУР-15М 3-ї Вроцлавської радіотехнічної бригади[2][3][1]. 1 станція НУР-15М на обладнанні 3-го радіотехнічного батальйону в Сандомирі[4][5].
- ВМС - 2 станції ТРС-15С з ВМФ[6][1].

На підставі контрактів 2006, 2008, 2013, 2018 та 2021 років для ВПС було замовлено 25 станцій НУР-15 / НУР-15М «Одра». До грудня 2021 року було поставлено 17 радарів. Усі контракти мають бути завершені до 2024 року.
Міністерство національної оборони Чехії зацікавлене в придбанні станції NUR-15.